# آسیابک پرمو
آسیابک پرمو (نام علمی: Brachytron pratense) نام یک گونه از تیره دوزندگان است.